# 나브로 화산
나브로 화산(Nabro Volcano)은 아프리카 에리트레아에 있는 화산으로, 성층 화산이다. 이 화산은 2011년에 대형 분화를 일으킨 장본인으로, 분화 당시 독가스인 이산화황(SO2)이 분출되어 피해를 주었다. 대량의 화산재와 용암이 분화 당시 나왔으며, 화산 폭발 지수 4에 속하는 대형 분화였다. 화산은 현재는 휴면 상태에 있다.